# Civitavecchia Calcio 1987-1988
Questa voce raccoglie le informazioni riguardanti il Civitavecchia Calcio nelle competizioni ufficiali della stagione 1987-1988.

## Rosa
| N. |                   | Ruolo | Calciatore          |
| -- | ----------------- | ----- | ------------------- |
|    | Italia (bandiera) | A     | Valerio Alesi       |
|    | Italia (bandiera) | C     | Maurizio Bellucci   |
|    | Italia (bandiera) | D     | Claudio Bertini     |
|    | Italia (bandiera) | A     | Nicola Biagini      |
|    | Italia (bandiera) | D     | Stefano Calcagni    |
|    | Italia (bandiera) | C     | Paolo Caputo        |
|    | Italia (bandiera) |       | Celestini           |
|    | Italia (bandiera) | C     | Alfiero Di Mambro   |
|    | Italia (bandiera) | A     | Danilo Di Vincenzo  |
|    | Italia (bandiera) | P     | Fabio Foschi        |
|    | Italia (bandiera) | D     | Fabrizio Frezzolini |
|    | Italia (bandiera) |       | Gambino             |
|    | Italia (bandiera) | C     | Luca Ottavi         |

| N. |                   | Ruolo | Calciatore            |
| -- | ----------------- | ----- | --------------------- |
|    | Italia (bandiera) | D     | Fabio Paolini (I)     |
|    | Italia (bandiera) | C     | Luigi Paolini (II)    |
|    | Italia (bandiera) | C     | Antonio Piconi        |
|    | Italia (bandiera) | D     | Massimo Salzano       |
|    | Italia (bandiera) | D     | Nello Savino          |
|    | Italia (bandiera) | D     | Claudio Scopece       |
|    | Italia (bandiera) | A     | Ezio Sella            |
|    | Italia (bandiera) |       | Maurizio Silvestri    |
|    | Italia (bandiera) | C     | Gianclaudio Soldati   |
|    | Italia (bandiera) |       | Superchi              |
|    | Italia (bandiera) | C     | Corrado Rocco Tamalio |
|    | Italia (bandiera) | P     | Maurizio Valeri       |